# Cyclocosmia truncata
Espèce
Synonymes
- Mygale truncata Hentz, 1841

Cyclocosmia truncata est une espèce d'araignées mygalomorphes de la famille des Halonoproctidae.

## Distribution
Cette espèce est endémique des États-Unis. Elle se rencontre au Tennessee, dans le Nord de l'Alabama et  dans le Nord de la Géorgie,.

## Description

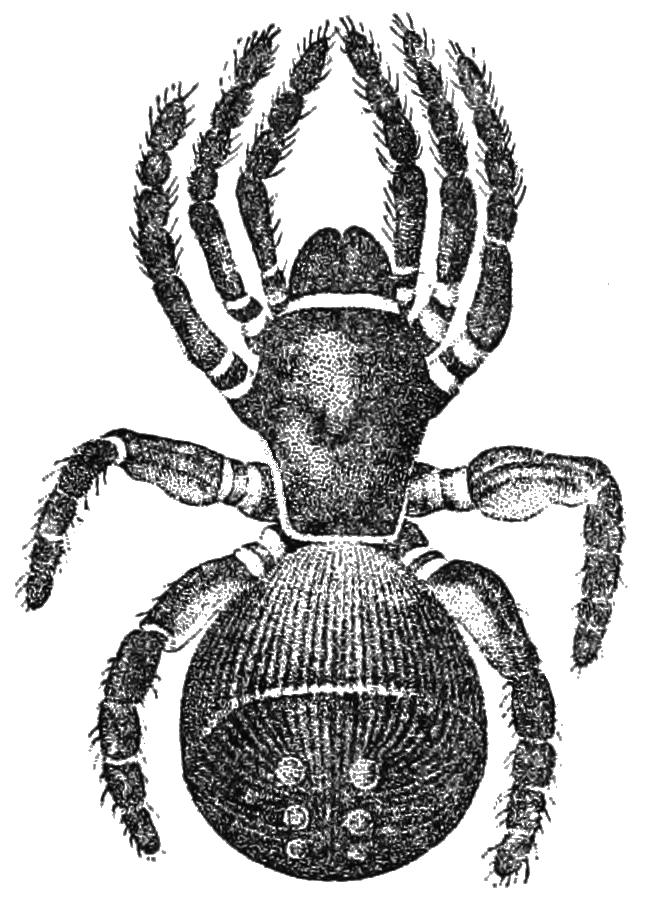
Cyclocosmia truncata

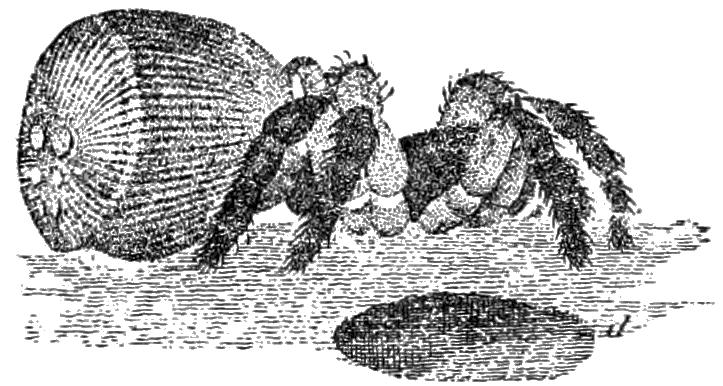
Cyclocosmia truncata

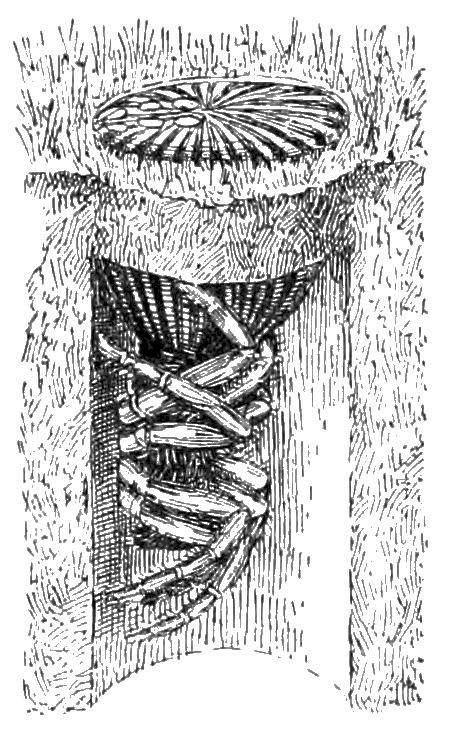
Cyclocosmia truncata dans son terrier

Le mâle décrit par Gertsch et Platnick en 1975 mesure 19 mm et la femelle 30 mm.

## Publication originale
- Hentz, 1841 : Species of Mygale of the United States. Proceedings of the Boston Society of Natural History, vol. 1, p. 41-42 (texte intégral).